# Montserrat (chocolade)
Montserrat is een Belgisch chocoladebedrijf, gevestigd in het West-Vlaamse Ledegem.

## Achtergrond
Het bedrijf werd in 1986 begonnen door broer en zus Willy en Gilberte Desmet in de garage van het ouderlijk huis. Martine Declercq, de vrouw van Willy Desmet, stapte in 1996 bij in het bedrijf. Montserrat richt zich op de ambachtelijke productie van chocolade. Oorspronkelijk maakte Montserrat alleen gewone chocolade, later ging het zich meer richten op biologische en suikervrije producten. Sinds de jaren 2010 vormt biologische chocolade het belangrijkste product. De cacaobonen voor de chocolade worden aangekocht bij Zuid-Amerikaanse coöperaties. In 2018 verhuisde het bedrijf van Ingooigem naar Ledegem.

## Merken
- Biochoc was de eerste merknaam waaronder de biologische chocolade verkocht werd.
- In 2014 werd een tweede merk gelanceerd: Wiloco. Deze chocolade wordt gemaakt met rijstmelkpoeder en kokosbloesemsuiker. Deze chocolade is lactosevrij en veganistisch. Met dit product won Montserrat in 2015 een innovatieprijs. Wiloco's chocolade is een vast item in het aanbod chocolade van de winkelketen Bio-Planet.
- Onder de naam Willy Desmet worden ook pralines verkocht.[2]

Als streekproduct maakt Montserrat "Streuvelspralines", genoemd naar de Vlaamse schrijver Stijn Streuvels, die in Ingooigem woonde.

## Erkenning
- In 2015 won Montserrat met de Wiloco-chocolade een INN' Award van het retail-vakblad Gondola.[4][5]
- In 2016 werd Montserrat als enige Vlaamse chocoladebedrijf uitgenodigd op het Salon du chocolat in Parijs.[6]